# Sin por qué
Sin por qué è un album in studio del gruppo cileno Quilapayún pubblicato nel 2023.

## Descrizione
Come evidenziato dalla citazione presente sulla copertina, "La rosa es sin por qué, florece porque florece" (frase recuperata da un testo di Angelus Silesius che in italiano recita: "La rosa è senza perché, fiorisce perché fiorisce, a se stessa non bada, che tu la guardi non chiede") questo disco raccoglie canzoni nate in un ampio periodo che va dal 2017 al 2023, senza un fine o un progetto particolare o una qualche unità stilistica, e vengono qui semplicemente raccolte una accanto all'altra. Alcune di queste erano state pubblicate in precedenza come singoli digitali.
La versione di Bella ciao qui presente, con il testo totalmente riscritto rispetto alla versione incisa dal gruppo nell'album Basta, nacque sulla spinta delle proteste in Cile iniziate nell'ottobre 2019 e venne pubblicata nel gennaio 2020. 
La nueva Constitución è stata scritta in occasione del plebiscito nazionale cileno del 2020 che chiedeva ai cileni di pronunciarsi a favore di una nuova costituzione, con questo brano, pubblicato come singolo nell'ottobre 2020, il gruppo si schierò tra coloro che volevano sostituire la costituzione redatta durante il regime di Augusto Pinochet.  
Le tracce da 2 a 6 compongono un ciclo di tonadas (genere musicale popolare tipico di molti paesi del Sud America), composte da Fernando Carrasco per i testi di Eduardo Carrasco, le prime quattro delle quali erano già state pubblicate in coda all'album Fulgor y muerte de Joaquín Murieta.
La conclusiva El derecho de vivir en paz è eseguita insieme agli Inti-Illimani Histórico e all'attore Daniel Alcaíno, il testo cantato è stato sensibilmente modificato per trasformare il brano in un omaggio al suo autore, Víctor Jara, ucciso dai militari cileni nei giorni seguenti il golpe di Augusto Pinochet ed è stata registrata dal vivo durante un concerto-tributo intitolato A Víctor Jara justicia del giugno 2019. Insieme a Oh Yeah erano già state pubblicate nella antologia con inediti Chile Despertó del 2019, accreditata agli Inti+Quila (ovvero gli Inti-Illimani Histórico insieme ai Quilapayún, sigla che venne usata per una serie di concerti e per un disco dal vivo intitolato Música en la memoria Inti+Quila juntos en Chile).

## Edizioni
Questo album è stato pubblicato per la prima volta nel marzo 2023, esclusivamente in digitale, sui principali siti dedicati.

## Tracce
1. Tren a Valparaíso – 6:35 (testo: Eduardo Carrasco – musica: Fernando Julio)
2. Te busco y no te encuentro – 4:25 (testo: Eduardo Carrasco – musica: Eduardo Carrasco)
3. Llegué donde no venía – 4:21 (testo: Eduardo Carrasco – musica: Fernando Carrasco)
4. Con limpios ojitos verdes – 4:26 (testo: Eduardo Carrasco – musica: Fernando Carrasco)
5. Un besito en la oreja – 6:01 (testo: Eduardo Carrasco – musica: Fernando Carrasco)
6. Tonada triste – 4:04 (testo: Eduardo Carrasco – musica: Fernando Carrasco)
7. La calle – 3:56 (Patricio Manns)
8. Bella Ciao – 2:02 (testo: Eduardo Carrasco – musica: del folklore italiano)
9. Oh Yeah – 3:48 (testo: Eduardo Carrasco – musica: Ismael Oddó)
10. La nueva Constitución – 4:49 (testo: Eduardo Carrasco – musica: Fernando Julio)
11. Guajira Chilena – 3:46 (Eduardo Carrasco)
12. El derecho de vivir en paz (feat. Inti-Illimani Histórico e Daniel Alcaíno) – 5:35 (Víctor Jara)

Durata totale: 53:48

## Crediti

### Formazione
- Eduardo Carrasco
- Carlos Quezada
- Hernán Gómez
- Rubén Escudero
- Ricardo Venegas
- Ismael Oddó
- Sebastián Quezada
- Ricardo "Caito" Venegas
- Fernando Carrasco